# John Milford
John Milford (Johnstown, 7 settembre 1929 – Santa Monica, 14 agosto 2000) è stato un attore statunitense.
Ha recitato in 15 film dal 1955 al 1998, ed è apparso in oltre 140 produzioni televisive dal 1958 al 2000.

## Biografia
John Milford nacque a  Johnstown, New York, il 7 settembre 1929. si laureò in ingegneria civile all'Union College di New York e conseguì un master in arte drammatica a Yale. Debuttò al cinema nei film Marty - Vita di un timido nel 1955.
Attore caratterista, per la televisione, interpretò, tra gli altri, il ruolo di Ike Clanton in 14 episodi della serie televisiva Le leggendarie imprese di Wyatt Earp dal 1959 al 1960, del tenente Paul Hewitt in 6 episodi della serie The Bold Ones: The Lawyers dal 1971 al 1972 (più un altro episodio con un altro ruolo), di  Mr. Keller nel doppio episodio The Boy Who Knew Her Secret della serie Wonder Woman nel 1979, del capitano Dempsey in 17 episodi della serie Enos dal 1980 al 1981 e molti altri ruoli come personaggio secondario o come guest star in decine e decine di episodi di serie televisive dagli anni 50 alla fine degli anni 90. Nel 1996 interpretò Albert Einstein in alcune sequenze per il videogioco Command & Conquer: Red Alert. Come ingegnere civile e membro del Screen Actors Guild, ideò la struttura originale della Hollywood Walk of Fame. Nel 1957 fondò lo Studio Theater (ex REP Playhouse) a Los Angeles.
La sua ultima apparizione sul piccolo schermo avvenne nell'episodio 14 Steps/Damaged Goods/Ballerina Dreams della serie televisiva Chicken Soup for the Soul, andato in onda il 25 gennaio 2000, che lo vede nel ruolo del nonno, mentre per il grande schermo l'ultima interpretazione risale al film Show & Tell del 1998 in cui interpreta Mr. Mahler.
Sposò Susan Graw, una produttrice cinematografica e televisiva, con la quale ebbe due figli, Gerry e Robert. Morì all'età di 72 anni a Santa Monica, in California, il 14 agosto 2000. I funerali si tennero nella St. Albans Church a Westwood.

## Filmografia

### Cinema
- Marty, vita di un timido (Marty), regia di Delbert Mann (1955)
- I dieci comandamenti (The Ten Commandments), regia di Cecil B. DeMille  (1956)
- The Persuader, regia di Dick Ross (1957)
- The Heart Is a Rebel, regia di Dick Ross (1958)
- Il volto del fuggiasco (Face of a Fugitive), regia di Paul Wendkos (1959)
- Sfida nella valle dei Comanche (Gunfight at Comanche Creek), regia di Frank McDonald (1963)
- La zebra in cucina (Zebra in the Kitchen), regia di Ivan Tors (1965)
- Sfida oltre il fiume rosso (The Last Challenge), regia di Richard Thorpe (1967)
- Il dito più veloce del West (Support Your Local Sheriff!), regia di Burt Kennedy (1969)
- Ma chi te l'ha fatto fare? (For Pete's Sake), regia di Peter Yates (1974)
- Joni, regia di James F. Collier (1979)
- Cercasi moglie disperatamente (Say Yes), regia di Larry Yust (1986)
- Student Confidential, regia di Richard Horian (1987)
- I colori della vittoria (Primary Colors), regia di Mike Nichols (1998)
- Show & Tell, regia di Dean Pollack (1998)

### Televisione
- The Millionaire – serie TV, un episodio (1958)
- The Texan – serie TV, 2 episodi (1958-1959)
- Lo sceriffo indiano (Law of the Plainsman) – serie TV, 2 episodi (1959-1960)
- Le leggendarie imprese di Wyatt Earp (The Life and Legend of Wyatt Earp) – serie TV, 14 episodi (1959-1960)
- Tales of Wells Fargo – serie TV, 2 episodi (1959-1960)
- I racconti del West (Zane Grey Theater) – serie TV, 2 episodi (1959-1961)
- The Rifleman – serie TV, 11 episodi (1959-1962)
- Bonanza – serie TV, 3 episodi (1959-1968)
- Mackenzie's Raiders – serie TV, un episodio (1959)
- Buckskin – serie TV, un episodio (1959)
- Il tenente Ballinger (M Squad) – serie TV, un episodio (1959)
- Mike Hammer – serie TV, un episodio (1959)
- State Trooper – serie TV, un episodio (1959)
- The Restless Gun – serie TV, episodi 2x16-2x36 (1959)
- Carovane verso il west (Wagon Train) – serie TV, un episodio (1959)
- Lawman – serie TV, un episodio (1959)
- This Man Dawson – serie TV, episodio 1x02 (1959)
- Furia (Fury) – serie TV, un episodio (1959)
- Tombstone Territory – serie TV, un episodio (1959)
- Men Into Space – serie TV, episodio 1x13 (1959)
- Have Gun - Will Travel – serie TV, 2 episodi (1960-1961)
- Gunsmoke – serie TV, 7 episodi (1960-1974)
- Black Saddle – serie TV, un episodio (1960)
- Wichita Town – serie TV, episodio 1x18 (1960)
- Bronco – serie TV, un episodio (1960)
- Bourbon Street Beat – serie TV, episodio 1x28 (1960)
- L'uomo e la sfida (The Man and the Challenge) – serie TV, episodio 1x33 (1960)
- Wrangler – serie TV, un episodio (1960)
- The Chevy Mystery Show – serie TV, episodio 1x12 (1960)
- Two Faces West – serie TV, un episodio (1960)
- Sugarfoot – serie TV, episodio 4x03 (1960)
- I detectives (The Detectives) – serie TV, episodi 1x19-1x30-2x11 (1960)
- Avventure lungo il fiume (Riverboat) – serie TV, un episodio (1960)
- Cheyenne – serie TV, 2 episodi (1961-1962)
- Shotgun Slade – serie TV, un episodio (1961)
- Outlaws – serie TV, episodio 1x15 (1961)
- The Case of the Dangerous Robin – serie TV, un episodio (1961)
- Letter to Loretta – serie TV, un episodio (1961)
- Carovana (Stagecoach West) – serie TV, episodi 1x17-1x34 (1961)
- Gli intoccabili (The Untouchables) – serie TV, 2 episodi (1962-1963)
- Kraft Mystery Theater – serie TV, un episodio (1962)
- The Lieutenant – serie TV, 5 episodi (1963-1964)
- Combat! – serie TV, 2 episodi (1963-1965)
- Il fuggiasco (The Fugitive) – serie TV, 3 episodi (1963-1966)
- Il virginiano (The Virginian) – serie TV, 6 episodi (1963-1969)
- Laramie – serie TV, un episodio (1963)
- Stoney Burke – serie TV, un episodio (1963)
- Empire – serie TV, un episodio (1963)
- Breaking Point – serie TV, un episodio (1963)
- The Outer Limits – serie TV, un episodio (1964)
- Destry – serie TV, un episodio (1964)
- Viaggio in fondo al mare (Voyage to the Bottom of the Sea) – serie TV, un episodio (1964)
- Twelve O'Clock High – serie TV, 2 episodi (1965-1966)
- La grande vallata (The Big Valley) – serie TV, 4 episodi (1965-1968)
- F.B.I. (The F.B.I.) – serie TV, 5 episodi (1965-1973)
- La leggenda di Jesse James (The Legend of Jesse James) - serie TV (1965)
- A Man Called Shenandoah – serie TV, episodio 1x15 (1965)
- Perry Mason – serie TV, un episodio (1966)
- Get Smart – serie TV, un episodio (1966)
- Iron Horse – serie TV, episodio 1x10 (1966)
- Strega per amore (I Dream of Jeannie) – serie TV, un episodio (1966)
- Squadra speciale anticrimine (The Felony Squad) – serie TV, episodio 1x25 (1967)
- Cimarron Strip – serie TV, 2 episodi (1967-1968)
- Gli invasori (The Invaders) – serie TV, 3 episodi (1967-1968)
- Brigade criminelle – serie TV, un episodio (1967)
- Capitan Nice (Captain Nice) – serie TV, un episodio (1967)
- Lassie – serie TV, un episodio (1967)
- Ai confini dell'Arizona (The High Chaparral) - serie TV, episodio 1x05 (1967)
- Tre nipoti e un maggiordomo (Family Affair) - serie TV, episodio 2x30 (1968)
- Lancer – serie TV, episodio 1x05 (1968)
- The Sound of Anger – film TV (1968)
- The Bold Ones: The Lawyers – serie TV, 7 episodi (1969-1972)
- Mannix – serie TV, 3 episodi (1969-1973)
- Mod Squad, i ragazzi di Greer (The Mod Squad) – serie TV, un episodio (1969)
- Il grande teatro del west (The Guns of Will Sonnett) – serie TV, un episodio (1969)
- Daniel Boone – serie TV, un episodio (1969)
- La terra dei giganti (Land of the Giants) – serie TV, un episodio (1969)
- Dan August – serie TV, un episodio (1970)
- Longstreet – serie TV, un episodio (1971)
- Sesto senso (The Sixth Sense) – serie TV, un episodio (1972)
- Ghost Story – serie TV, un episodio (1972)
- Difesa a oltranza (Owen Marshall, Counselor at Law) – serie TV, un episodio (1973)
- Il mago (The Magician) – serie TV, un episodio (1973)
- Colombo (Columbo) - serie TV, episodio 3x04 (1973)
- Cannon – serie TV, 3 episodi (1974-1975)
- The New Perry Mason – serie TV, un episodio (1974)
- Hawkins – serie TV, un episodio (1974)
- Uno sceriffo a New York (McCloud) – serie TV, un episodio (1974)
- Toma – serie TV, un episodio (1974)
- Marcus Welby (Marcus Welby, M.D.) – serie TV, un episodio (1974)
- Il pianeta delle scimmie (Planet of the Apes) – serie TV, 2 episodi (1974)
- Petrocelli – serie TV, un episodio (1974)
- Ironside – serie TV, un episodio (1974)
- L'uomo da sei milioni di dollari (The Six Million Dollar Man) – serie TV, 2 episodi (1975-1978)
- The Missing Are Deadly – film TV (1975)
- Joe Forrester – serie TV, un episodio (1976)
- Riding with Death – film TV (1976)
- Poliziotto di quartiere (The Blue Knight) – serie TV, un episodio (1976)
- Pepper Anderson agente speciale (Police Woman) – serie TV, un episodio (1976)
- Barnaby Jones – serie TV, un episodio (1976)
- Sulle strade della California (Police Story) – serie TV, un episodio (1976)
- Le strade di San Francisco (The Streets of San Francisco) – serie TV, un episodio (1976)
- Gemini Man – serie TV, un episodio (1976)
- Delvecchio – serie TV, un episodio (1977)
- ABC Weekend Specials – serie TV, un episodio (1977)
- Codice R (Code R) – serie TV, un episodio (1977)
- La casa nella prateria (Little House on the Prairie) - serie TV, episodio 4x02 (1977)
- La donna bionica (The Bionic Woman) – serie TV, un episodio (1978)
- CHiPs – serie TV, un episodio (1978)
- Wonder Woman – serie TV, 2 episodi (1979)
- The Amazing Spider-Man – serie TV, 2 episodi (1979)
- Bigfoot and Wildboy – serie TV, un episodio (1979)
- Spider-Woman – serie TV, un episodio (1979)
- Enos – serie TV, 18 episodi (1980-1981)
- Quincy (Quincy M.E.) – serie TV, un episodio (1980)
- The Aliens Are Coming – film TV (1980)
- Disneyland – serie TV, un episodio (1980)
- The Kids Who Knew Too Much – film TV (1980)
- Buck Rogers (Buck Rogers in the 25th Century) – serie TV, un episodio (1981)
- La Fenice (The Phoenix) – serie TV, un episodio (1982)
- Il profumo del potere (Bare Essence) – serie TV, un episodio (1983)
- Policewoman Centerfold – film TV (1983)
- Supercar (Knight Rider) – serie TV, un episodio (1983)
- Hotel – serie TV, un episodio (1983)
- A-Team (The A-Team) – serie TV, un episodio (1984)
- Mike Hammer investigatore privato (Mike Hammer) – serie TV, un episodio (1984)
- Call to Glory – serie TV, un episodio (1984)
- Autostop per il cielo (Highway to Heaven) – serie TV, 2 episodi (1985-1989)
- Saranno famosi (Fame) – serie TV, un episodio (1985)
- T.J. Hooker – serie TV, un episodio (1986)
- MacGyver – serie TV, un episodio (1986)
- Troppo forte (Sledge Hammer!) – serie TV, un episodio (1986)
- New York New York (Cagney & Lacey) – serie TV, un episodio (1986)
- Dallas – serie TV, un episodio (1987)
- Dynasty – serie TV, un episodio (1988)
- Simon & Simon – serie TV, un episodio (1989)
- General Hospital – serie TV (1989)
- Freddy's Nightmares – serie TV, 2 episodi (1990)
- Due come noi (Jake and the Fatman) – serie TV, un episodio (1992)
- Homefront – serie TV, un episodio (1993)
- La famiglia Brock (Picket Fences) – serie TV, un episodio (1993)
- X-Files (The X Files) – serie TV, un episodio (1995)
- Broken Trust – film TV (1995)
- Ritorno a Wounded Heart (Wounded Heart) – film TV (1995)
- Il cliente (The Client) – serie TV, un episodio (1996)
- Melrose Place – serie TV, un episodio (1997)
- Chicken Soup for the Soul – serie TV, un episodio (2000)